# Kuršumlija
Kuršumlija (serbocroata cirílico: Куршумлија) es un municipio y villa de Serbia perteneciente al distrito de Toplica del sur del país.
En 2011 tenía 19 213 habitantes, de los cuales 13 306 vivían en la villa y el resto en las 89 pedanías del municipio. La mayoría de la población se compone de serbios (18 528 habitantes), existiendo una pequeña minoría de gitanos (339 habitantes).
Se ubica unos 20 km al suroeste de la capital distrital Prokuplje. Su término municipal es limítrofe con Kosovo.

## Pedanías
Junto con Kuršumlija, pertenecen al municipio las siguientes pedanías:
- Babica
- Barlovo
- Baćoglava
- Belo Polje
- Bogujevac
- Vasiljevac
- Veliko Pupavce
- Visoka
- Vlahinja
- Vrelo
- Vrševac
- Vukojevac
- Gornja Mikuljana
- Gornje Točane
- Grabovnica
- Dabinovac
- Dankoviće
- Degrmen
- Dedinac
- Dešiška
- Dobri Do
- Donja Mikuljana
- Donje Točane
- Dubrava
- Đake
- Žalica
- Žegrova
- Žuč
- Zagrađe
- Zebica
- Ivan Kula
- Igrište
- Kastrat
- Konjuva
- Kosmača
- Krtok
- Krčmare
- Kupinovo
- Kuršumlijska Banja
- Kutlovo
- Lukovo
- Ljutova
- Ljuša
- Magovo
- Mala Kosanica
- Maričiće
- Markoviće
- Matarova
- Mačja Stena
- Mačkovac
- Merdare
- Merćez
- Mehane
- Mirnica
- Mrče
- Nevada
- Novo Selo
- Orlovac
- Parada
- Pačarađa
- Pevaštica
- Pepeljevac
- Perunika
- Pljakovo
- Prevetica
- Prekorađe
- Prolom
- Ravni Šort
- Rastelica
- Rača
- Rudare
- Sagonjevo
- Samokovo
- Svinjište
- Sekirača
- Selište
- Selova
- Seoce
- Spance
- Tačevac
- Tijovac
- Tmava
- Trebinje
- Trećak
- Trmka
- Trn
- Trpeza
- Šatra
- Štava

## Patrimonio
- Đavolja Varoš